# King 810
King 810 (Eigenschreibweise KING 810, englisch gesprochen king eight one oh) ist eine Metal-Band aus Flint, Michigan.

## Geschichte
King 810 besteht aus dem Sänger David Gunn, dem Gitarristen Andrew Beal, dem Bassisten Eugene Gill und dem Schlagzeuger Andrew Workman, die allesamt aus Flint im Bundesstaat Michigan stammen. Schon früh mussten die Musiker mit schwerwiegenden Situationen kämpfen. Die Erfahrungen mit Kriminaltaten innerhalb der Stadt werden von den Musikern lyrisch aufgegriffen. Vor allem ein bewaffneter Überfall auf Sänger David Gunn, bei dem er angeschossen und schwer verletzt wurde, wurde bereits in ihren Liedern aufgegriffen.
Diese Erfahrung entfachte eine neue Sichtweise bei den Musikern, welche sich bereits auf der 2012 erschienenen EP Midwest Monsters bemerkbar machte. Kontrovers diskutiert wurde ein Auftritt der Gruppe beim Rock on the Range in Columbus im US-Bundesstaat Ohio, bei dem sechs Männer mit Sturmgewehr-Attrappen die Band flankierten. Einen Auftritt auf dem Download-Festival im Juni 2014 musste die Gruppe absagen, da zwei Musiker der Band am Flughafen in Detroit verhaftet wurden. Als Grund wurde eine Verwicklung der beiden Musiker in eine Schlägerei genannt.
Im Mai 2014 erschien die zweite EP proem über Roadrunner Records. Am 15. August 2014 folgte das Debütalbum Memoirs of a Murderer bei Roadrunner Records. Eine für den Oktober 2014 angekündigte Deutschland-Tournee musste teilweise verschoben bzw. abgesagt werden. So spielt die Gruppe lediglich Konzerte in Köln und Berlin, während Auftritte in Schweinfurt, München und Hamburg komplett abgesagt wurden. Zwischen dem 29. Oktober 2014 und dem 7. Dezember 2014 war die Gruppe als Vorband für Korn und Slipknot in den Vereinigten Staaten, Kanada und Europa zu sehen.

## Stil
Verglichen wurde die Band auf ihrem Debütalbum Memoirs of a Murderer des Öfteren mit Slipknot. Bei Metal.de werden Stücke wie Killem All, Murder Murder Murder und Best Night of My Life als Hörbeispiele genannt. Auch klingt Sänger David Gunn vergleichbar mit Corey Taylor. Die Gruppe vermischt in ihrem Sound Groove Metal mit Anleihen des Hardcore Punk. Metal Hammer bezeichnete die Gruppe als Nu Metal.
Die Liedtexte werden vom Metal Hammer als „direkt und vor Gewalt strotzend“ bezeichnet. Die Gruppe verarbeitet darin den harten Alltag in ihrer Heimatstadt Flint, die auch „Murdertown“ genannt wird und als einer der gefährlichsten Orte in den Vereinigten Staaten gilt.

## Diskografie
- 2012: Midwest Monsters (EP)
- 2014: Proem (EP)
- 2014: Memoirs of a Murderer (CD)
- 2015: Midwest Monsters 2 (Mixtape)
- 2015: That Place Where Pain Lives (LP)
- 2016: La Petite Mort or a Conversation with God (CD)
- 2017: Queen (EP)
- 2019: Suicide King